# Ryan McGinley
Ryan McGinley (Ramsey, 17 ottobre 1977) è un fotografo e filmmaker statunitense.
Dopo il diploma alla Parsons Design School, nel 1998 iniziò la carriera da fotografo e già nel 2003, a soli 25 anni, ebbe i suoi lavori ospitati in una mostra personale al Whitney Museum of American Art. Dello stesso anno è il premio come Miglior Fotografo Americano, assegnatogli dall'American Photo Magazine. In seguito (2007) vinse anche l'Infinity Award nella categoria giovani.

## Opere

### Fotografia
McGinley fotografo è in particolare un ritrattista. Ha iniziato a lavorare con il mezzo fotografico da studente, e alcuni dei suoi compagni di allora hanno continuato a collaborare con lui anche successivamente come soggetti; tra questi Dan Colen e Dash Snow, per il quale l'artista in un'intervista affermò di aver maturato "una vera ossessione".
Le fotografie del primo periodo di McGinley furono raccolte nel 1999 nel volume "The Kids Were All Right" curato da lui stesso.
Dal 2004 McGinley non documenta più semplicemente uomini e donne in spazi e situazioni reali, ma lavora anche su set, continuando a ritrarre sempre soggetti giovani, talvolta adolescenti. I temi principali del suo lavoro sono liberazione e edonismo, che lo porta a prediligere i nudi e a non censurare scene anche esplicite di sesso e droga, in accordo con i trascorsi della sua gioventù in un ambiente underground senza regole.
Le sue opere sono state ospitate in personali in vari musei del mondo, tra cui il MOMA di New York, la Galerie du Jour di Parigi e il MUSAC di León. Alcune sue fotografie sono state esposte nel 2015 al MAMbo di Bologna per la mostra temporanea "Gradi di Libertà". Nel 2017 realizza servizio fotografico per Playboy su Ines Rau, prima modella transgender della rivista.

### Cortometraggi
McGinley ha curato anche alcuni cortometraggi in cui traspare lo stile visuale che lo caratterizza da fotografo. "Friends forever" (2010) è un omaggio visivo alle band americane Girls e Smith Western, documentate dall'artista durante il Pitchfork Festival di Chicago di quell'anno.
"Entrance Romance" (2010), "Pringle of Scotland" (2010, con protagonista Tilda Swinton) e "Beautiful Rebels" (2012) possono essere considerate quasi come delle fotografie in movimento, opere cioè dove le immagini e la cura per esse sovrastano la trama, che anzi è praticamente inesistente.
Nel 2012 cura la realizzazione di "Varúð", video musicale per la band islandese Sigur Rós, mentre per la band The Virgins monta il live "The Virgins: Live at Le Baron NYC". Infine, è suo lo spot "Mind of its own" (2013) per Mercedes Benz.

## Raccolte
- 2002: The Kids Were Alright. New York.
- 2004: Ryan McGinley (PS1 exhibition catalogue). New York: Flasher Factory. ISBN 0-9754527-1-1.
- 2006: Sun and Health. Paris: agnès b. Galerie du Jour. ISBN 2-906496-48-0.
- 2009: Moonmilk. London: Mörel. ISBN 978-1-907071-09-6.
- 2010: Life Adjustment Center. New York: Dashwood. ISBN 978-0-9844546-2-4.
- 2012: Whistle for the Wind. Milano: Rizzoli.
- 2015: Way Far. Milano: Rizzoli.

## Premi e riconoscimenti
- 2003: Young Photographer Infinity Award
- 2003: Fotografo dell'Anno per American Photo Magazine
- 2005: Rencontres d'Arles Discovery Award